# Jennie-Lee Burmansson
Jennie-Lee Burmansson (ur. 12 lipca 2002) – szwedzka narciarka dowolna, specjalizująca się w slopestyle’u i halfpipe’ie. Pierwszy sukces w karierze osiągnęła w 2017 roku, kiedy zdobyła srebrny medal w slopestyle’u na mistrzostwach świata juniorów w Valmalenco/Crans Montana. W Pucharze Świata zadebiutowała 27 sierpnia 2017 roku w Cardronie, kończąc rywalizację w slopestyle'u na trzeciej pozycji. Wyprzedziły ją tam tylko Kelly Sildaru z Estonii i Szwajcarka Giulia Tanno. W sezonie 2017/2018  zajęła trzecie miejsce w klasyfikacji generalnej, a w klasyfikacji slopestyle’u wywalczyła Małą Kryształową Kulę. W 2018 roku wystąpiła na igrzyskach olimpijskich w Pjongczangu, gdzie była ósma.

## Osiągnięcia

### Igrzyska olimpijskie
| Miejsce | Dzień     | Rok  | Miejscowość | Konkurencja | Zwyciężczyni  |
| ------- | --------- | ---- | ----------- | ----------- | ------------- |
| 8.      | 17 lutego | 2018 | Pjongczang  | Slopestyle  | Sarah Höfflin |

### Puchar Świata

#### Miejsca w klasyfikacji generalnej
- sezon 2017/2018: 3.

#### Miejsca na podium zawodach
1. Cardrona – 27 sierpnia 2017 (slopestyle) – 3. miejsce
2. Stubaital – 26 listopada 2017 (slopestyle) – 1. miejsce
3. Font-Romeu – 23 grudnia 2017 (slopestyle) – 2. miejsce
4. Mammoth Mountain – 20 stycznia 2018 (slopestyle) – 2. miejsce
5. Silvaplana – 3 marca 2018 (slopestyle) – 3. miejsce